# Lodranite
La lodranite est un petit groupe de météorites achondrites primitives constitués de fer météoritique et de roches silicatées. L'olivine et le pyroxène constituent  la plupart des minéraux silicatés. Comme l'achindrite primitive, les lodranites partagent des similitudes avec la chondrite et l'achondrite.

## Nommage et histoire
Le groupe lodranite doit son nom à Lodhran (au Pakistan), où le spécimen type est tombé le 1er octobre 1868 à 14 h 00. Des témoins oculaires de la chute ont signalé une forte détonation accompagnée d'un nuage de poussière montant à l'est de la ville, ce qui a conduit à la découverte et à la récupération de la météorite,. La « météorite de Lodran » a été décrite pour la première fois par Gustav Tschermak en 1870. Il a décrit la météorite comme étant « en dehors du nickel-fer, c'est un agrégat (en) d'olivine — bronzite d'une sorte exceptionnelle, qui a jamais trouvé dans une météorite auparavant, seulement semblable à la péridotite terrestre ». George Thurland Prior a été le premier à classer la météorite lodran comme le seul membre du groupe ladranite. Il a également vu des similitudes étroites avec les uréilites.

## Description
Les lodranites sont des achondrites primitives. Elles sont à grains plus grossiers que acapulcoïtes. Les principales phases minérales sont le pyroxène et l'olivine à faible teneur en calcium avec des quantités mineures de plagioclase et de troïlite. En raison de leur composition, elles sont apparentés aux chondrites et aux chondrite de type H. Les lodranites peuvent être  décrites comme des chondrites chauffées au point où FeNi et FeS atteignent un point euctetique. À ce stade, une fusion partielle s'est produite et une partie du métal et de la silice fondus a été éliminée.
La météorite Lodran est décrite comme contenant des quantités à peu près égales de métal, d'olivine et de pyroxène, qui constituent la majeure partie du volume. Les autres minéraux comprennent le sulfure, la chromite, le phosphure et le diopside.

## Corps parent
Les lodranites et les acapulcoïtes partagent le même corps parent qui était probablement similaire à un astéroïde de type S. Les lodranites ont des grains plus grossiers et produisent des températures plus élevées avec la méthode isotopiques et on pense donc qu'elles proviennent de plus grandes profondeurs dans le corps d'origine.
Le chemin de refroidissement du corps parent peut-être reconstruit en utilisant la datation radiométrique. Le système Hf-W dans les pyroxènes à haute teneur en calcium à une température de fermeture comprise entre 975 et 1 025 °C. Le corps parent s'est refroidi sous cette température entre 4 563,1 et 4 562,6 millions d'années. Cela signifie que le corps parent s'est accumulé environ 1,5 à 2 millions d'années après la formation du CAI. Les éléments traces indiquent que le corps parent avait une histoire géologique complexe avec une fusion partielle, une migration de fusion et la métasomatose.